# Heteragrion azulum
Heteragrion azulum – gatunek ważki z rodziny Heteragrionidae. Występuje na terenie Ameryki Środkowej.